# 에딩거

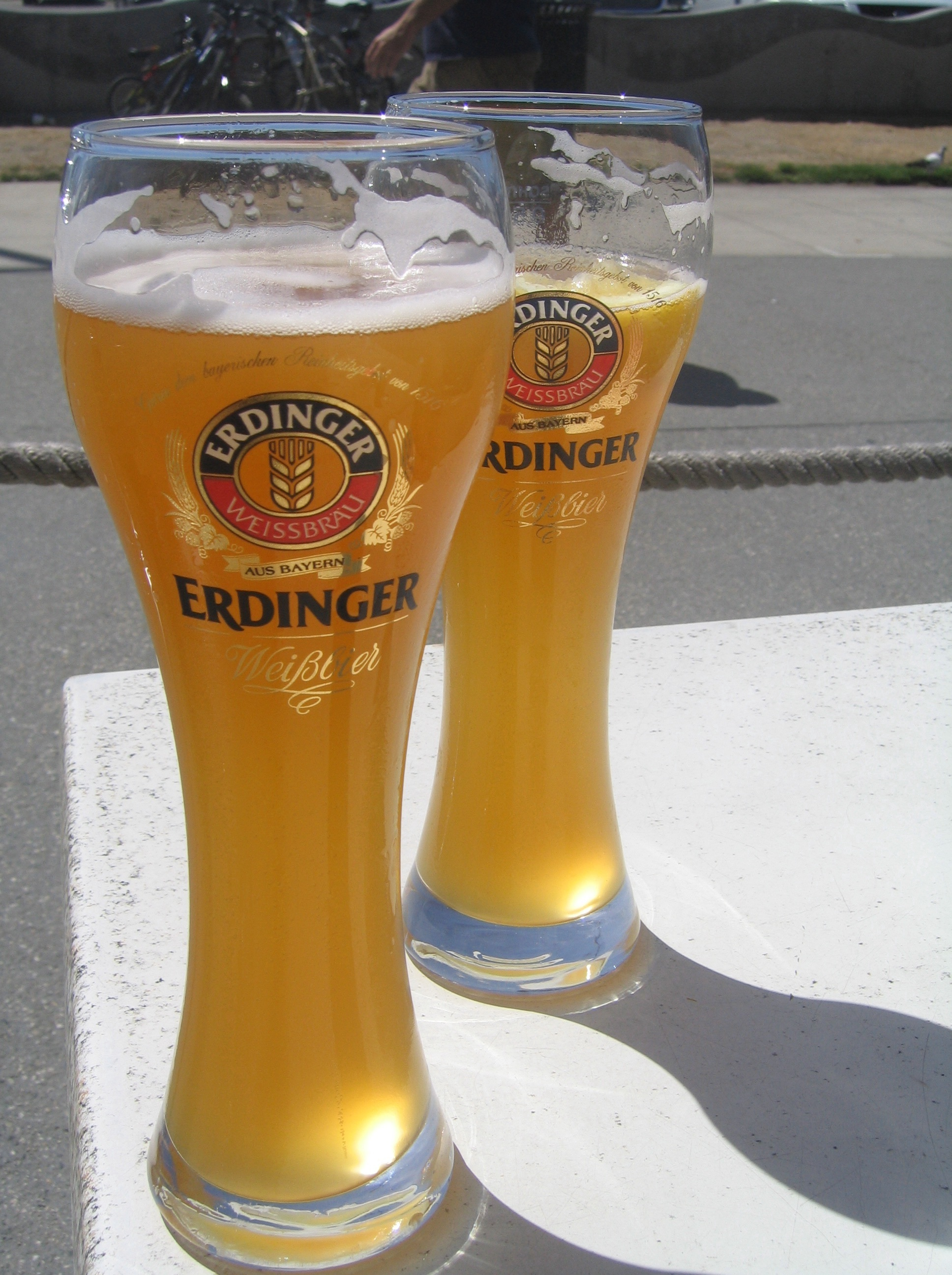
에르딩거

에어딩어 바이스브로이(Erdinger Weissbräu)는 독일 바이에른주 에어딩에 있는 양조장이다.

## 같이 보기
- 헬레스